# Havneø
Havneø är en ö i Danmark. Den ligger i Region Själland, i den sydöstra delen av landet utaför Bandholm. På ön finns gräsmarker.